# Kŭmgangsan
Kŭmgangsan (Berg Kumgang, dt. Diamantenberg) ist ein Berg bzw. eine Bergregion innerhalb des Taebaek-Gebirges an der Ostküste Nordkoreas und der Grenze zu Südkorea.

## Geographie
Die Region erreicht eine maximale Ausdehnung von 40 Kilometern in Ost-West-Richtung sowie von 60 Kilometern in nord-südlicher Richtung und erstreckt sich über eine Gesamtfläche von 530 km². Der Berg selbst ist 1638 Meter hoch. Er war auf der Rückseite des 1-Won-Geldscheins von 1992 abgebildet.
Der Berg ist Teil der innerkoreanischen Bergkette Baekdu-daegan (백두대간), die sich beginnend vom Paektusan 백두산 an der nordkoreanisch-chinesischen Grenze über rund 1400 km bis zum Jirisan in Südkorea fortsetzt.

## Geologie
Das Gestein besteht hauptsächlich aus Granit und Diorit. Über Jahrhunderte bildeten sich durch Erosion eine große Anzahl verschiedener Gesteinsformationen heraus. Über 12.000 solcher Formationen wurden in der Vergangenheit gezählt.

## Administrative Struktur
Die Region wird in drei Hauptgebiete unterteilt:
- Naekŭmgang (Inneres Diamantgebirge): artenreiche, zum Teil weltweit einmalige Flora und Fauna, gilt als „femininer“ Teil; viele buddhistische Tempel und Einsiedeleien (bspw. Changan-sa, Maha-yon, Bodeogam); höchster Gipfel des Gebirges (Birobong mit 1638 m)
- Oekŭmgang (Äußeres Diamantgebirge): karstiger und deshalb auch als „maskulin“ bezeichnet, geprägt durch steil aufragende Bergspitzen (u. a. Sujeongbong, Ongnyeobongdem)
- Haekŭmgang (Meeresdiamantgebirge) an der Küste zum Japanischen Meer

Die Berge waren lange Zeit Mittelpunkt des koreanischen Buddhismus, deren Ursprünge dort auf das 1. Jahrhundert unserer Zeitrechnung zurückgehen. 1914 sollen nach japanischen Angaben über 40 Klöster mit 443 Mönchen und 85 Nonnen bestanden haben.

### Erschließung mit der Eisenbahn

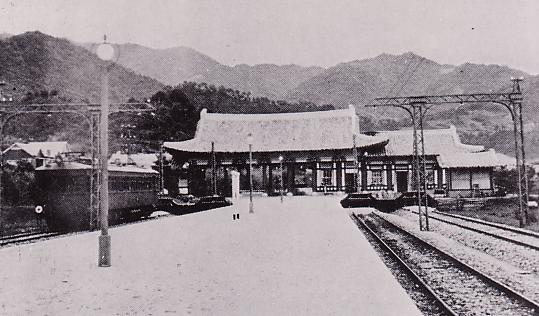
Die Endstation Uchi-Kongō der Eisenbahn am Fuße des Bergs Kongō (Foto zw. 1931 und 1944)

Zur besseren Erschließung wurde daher zwischen 1924 und 1931, einer Zeit, als Korea noch eine Provinz Japans namens Chōsen war, eine 116,6 km lange elektrifizierte Strecke zwischen der Stadt Tetsugen und dem Fuße des Berges gebaut. Die Strecke wurde unter dem Namen Kongōsan Denki Tetsudō (dt. Elektrische Eisenbahn Berg Kongō) eingeweiht. Den Namen erhielt die Bahn von dem 金剛 japanisch ausgesprochenen Bergnamen Kongō, da früher japanisch die offizielle Nationalsprache war. Mit Aufbau der Strecke konnten auch Güter wesentlich schneller befördert werden, da für die Straßenrouten aufgrund der gebirgigen Landschaft große Umwege in Kauf genommen werden mussten. Ab 1944 wurde kriegsbedingt der Teil  der Strecke nicht mehr bedient, die notwendigen Ressourcen wurden an anderen Stellen gebraucht.
Nachdem Japan den Zweiten Weltkrieg verloren hatte, wurde die Provinz Chōsen aus dem Japanischen Kaiserreich ausgegliedert, und es gründeten sich auf der Koreanischen Halbinsel die zwei Staaten Nord- und Südkorea; Nun lagen Teile der Strecke im jeweils anderen Land. Infolge des Koreakriegs und der Einrichtung der Entmilitarisierten Zone wurden auf südkoreanischer Seite die Schienen abgebaut, während sie auf nordkoreanischer Seite bis heute (allerdings unbenutzt) liegen.

### Touristenregion Kŭmgangsan
Siehe auch: Touristenregion Kŭmgang-san
Die Kŭmgangsan-Region ist seit Jahrhunderten für ihre Schönheit bekannt. Allerdings war diese Region um den Berg seit der Teilung Koreas zunächst zur militärischen Sperrzone erklärt worden und dadurch für die Öffentlichkeit nicht zugänglich. Erst gegen Ende der 1990er Jahre wurde ein Teil des Gebiets wieder für westliche Touristen geöffnet. Die Region war zuerst nur mit der Fähre aus Südkorea erreichbar. Seit 2003 war es auch möglich, per Reisebus in das Gebiet zu gelangen. 2019 beschloss Nordkoreas Diktator Kim Jong-un den Abriss der von Südkorea erbauten Hotels in der Region, die durch nordkoreanische Bauten ersetzt werden sollen.

## Namensherkunft
Die Herkunft des Namens ist unklar. Eine Theorie leitet den Namen von der buddhistischen Diamant-Sutra ab. Anderen Quellen zufolge soll das Gebirge seinen Namen erhalten haben, weil die Bergspitzen im Sommer in der Sonne glänzen.

## Trivia
Eine Zigarette gleichen Namens wird von der Korea Sogyong Trading produziert.